# دنی گابیدون
دنی گابیدون (انگلیسی: Danny Gabbidon؛ زادهٔ ۸ اوت ۱۹۷۹) یک بازیکن فوتبال اهل ولز است.